# Impediment
Impediment är mark som är olämplig för skogs- eller jordbruk, till exempel berghällar, myrar och fjäll. 
Inom det svenska skogsbruket definieras all mark som har en lägre produktionsförmåga (bonitet) än 1 m3sk/ha och år som impediment. Inom det finländska skogsbruket reserveras termen för mark med lägre produktionsförmåga än 0,1 m3sk/ha och år, medan mark som kan producera 0,1–1,0 m3/ha och år klassificeras som tvinmark.
Inom jordbruket avses mark som är obrukbar för åkerbruk.
Begreppet används också i vidare betydelse inom stadsplanering och arkitektur för mark som blivit över efter exploatering.
Motsvarighet på finska är joutomaa. Engelska unstocked forest land, waste land och greyfield land, franska terrain inculte och danska udyrket skovareal är liknande begrepp, liksom stadsprärie.

## Etymologi
Latin impedimentum av impedire, hindra, som är en avledning av pes, fot; alltså egentligen hinder för sättande av foten i vägen.